# Alain Kouadio
Alain Yao Kouadio, est un entrepreneur de nationalité ivoirienne, né le 25 juin 1965 à Treichville à Abidjan ,. Il exerce la fonction de vice-président du patronat de Côte d'Ivoire, appelé également CGECI, de 2012 à 2016 aux côtés de Jean-Kacou Diagou, président à cette époque.
Il est le Président de Kaydan Groupe, son groupe créé en 2010 qui intègre 3 pôles (technologie, immobilier et finance) et plusieurs métiers autour de 9 filiales. Il est également le Président de la Fondation Kaydan, qu'il a créé afin d'œuvrer pour la promotion de l'entrepreneuriat.
En 2023, Il est élu président de la Chambre de Commerce Canada - Côte d'Ivoire pour un mandat de deux ans renouvelable,.
En décembre 2023, il reçoit le titre de l'entrepreneur de l'année 2023, décerné par Forbes Afrique. Il est marié à Fatim Cissé, Ceo de IHS Tower Côte d'Ivoire et Fondatrice de DUX Côte d'Ivoire.

## Éducation
Après un master en physique du solide à l'Université de Sherbrooke en 1994 (Canada), il obtient son MBA à Moncton University en 1996. Il est également un Alumni de la Harvard Business School (Senior Executive Leadership Program - ME).

## Carrière

### De 2003 à 2010
Il dirige jusqu'en 2003 le Département Conseil de KPMG en Côte d'Ivoire. De 2003 à 2010, il a été Secrétaire général du Groupement des professionnels de l'industrie du pétrole (GPP). Il crée TKGS, franchise du groupe Orange Côte d'Ivoire, en 2004. Il participe à la création en 2009 de Archibodesign, Société d'architecture d'intérieur et menuiserie bois.

### De 2010 à maintenant
En 2014, il crée l'entreprise Kaydan Real Estate, société de développement immobilier ainsi que le fonds d'investissement KaydanReal Estate PCC puis Beta West Africa, société de construction immobilière. Il consolide l'ensemble de ces participations par la création d'une holding Kaydan Groupe dont il est le Président. Kaydan Groupe intègre en 2017 la chambre de commerce Afrique-Asie du Sud Est. D'abord membre puis président de la Commission économie et finances du Patronat ivoirien, il est nommé vice-président du patronat ivoirien (CGECI) de 2012 à 2016. Sous l’initiative de Jean Kacou Diagou, président du groupe NSIA et président du patronat ivoirien de 2005 à 2016, il contribue à la mise en place de la CGECI Academy, forum de promotion vers l'entrepreneuriat, à partir de 2012. Il est aussi trésorier général de la FOPAO (Fédération des organisations patronales de l'Afrique de l'Ouest). De 2015 à 2018, Alain Kouadio a également été le président de la SICOR (Société ivoirienne de coco râpé), cotée à la BRVM.

## Prix et distinctions
En 2018 et en 2019, il est cité dans le classement Aclap (Association des conseils en lobbying et affaires publiques de Côte d'Ivoire) des 100 personnalités les plus influentes de la Côte d'Ivoire ; à côté de plusieurs décideurs politiques, opérateurs économiques, personnalités religieuses, sportifs et hommes de média.
Il reçoit le grand prix de l'entrepreneur pour la seconde fois consécutive lors du Forum « Les bâtisseurs de l’économie africaine » qui s'est déroulé le vendredi 26 avril 2019.
En juin 2019, il a été fait Commandeur dans l'Ordre du Mérite National, pour son action discrète au service du monde de l'entreprise et de l'entrepreneuriat en Côte d'Ivoire par le gouvernement ivoirien ; lors de la première édition de la Journée mondiale des microentreprises et des Petites et moyennes entreprises à Abidjan.
En Août 2019, il est fait commandeur dans l'Ordre National par la grande chancelière Henriette Dagri Diabaté lors d'une cérémonie officielle , pour ses actions au service de l'entrepreneuriat par le biais de la Fondation Kaydan dont il est le Président Fondateur.
En 2019 et en 2020, il est mentionné dans les 2 premières éditions du Who's Who in Côte d'Ivoire, la bible de l'excellence ivoirienne. Cet ouvrage réalisé par le célèbre journaliste Michel Russel Lohoré a pour vocation de valoriser, chaque année les meilleurs talents ivoiriens. Cette reconnaissance nationale le Who's Who se renouvelle chaque année depuis lors, jusqu'en 2023, au regard de son leadership et de ses réalisations exceptionnelles.
En 2023, il obtient le prix Forbes Afrique de l'entrepreneur africain de l'année 2023. Ce prix est décerné par le magazine d'affaires Forbes Afrique.

## Fondation Kaydan
La Fondation Kaydan est née en 2018 de l'engagement d'Alain Kouadio à contribuer à l'essor de l'entrepreneuriat en Côte d'Ivoire et en Afrique. À travers cette fondation, les membres composés de personnalités du monde de l'entrepreneuriat (Stanislas Zézé, Jil-Alexandre N'Dia, Jean-Luc Konan, Marc Avenier, Ismaêl Boga N'Guessan, Didier Drogba, Stéphane Affro) initient plusieurs actions en faveur de la culture de l'entrepreneuriat.
La Fondation Kaydan lance donc, en 2018, une première émission "Aucun regret" afin de retracer le parcours d'hommes et de femmes qui ont quitté leur statut de salarié pour se lancer dans l'entrepreneuriat.
En décembre 2020, elle met en place une deuxième émission diffusée sur la première chaine de télévision ivoirienne, en plus des réseaux sociaux de la fondation : Entrepreneurs et Partenaires. Cette émission animée par Jean-Michel Onnin, est un programme d'accompagnement des entrepreneurs sur différents aspects de l'entreprise.
En février 2021, la première édition de La Caravane de l'Entrepreneur voit le jour au sein de l'Université IUA. Ce programme vise à stimuler l'esprit entrepreneurial auprès des plus jeunes, dans les écoles et grandes écoles. En 2023, la 6ème édition s'est déroulée au Palais des Congrès de l'hôtel Ivoire sur le thème "Sportif, prépare ta reconversion dans l'entrepreneuriat" avec Didier Drogba, en qualité de Commissaire Général.
En partenariat avec l'Université Félix Houphouët Boigny, la Fondation Kaydan octroie des bourses de recherche Master/Doctorat à travers l'Institut Kaydan de Recherche pour l'Entrepreneuriat en Afrique (IKREA).